# (31545) 1999 DN6
1999 DN6 (asteroide 31545) é um asteroide da cintura principal. Possui uma excentricidade de 0.19987000 e uma inclinação de 9.88291º.
Este asteroide foi descoberto no dia 20 de fevereiro de 1999 por LINEAR em Socorro.